# Stefano Pantano
Stefano Pantano (Roma, 4 de mayo de 1962) es un deportista italiano que compitió en esgrima, especialista en la modalidad de espada.
Ganó tres medallas de oro en el Campeonato Mundial de Esgrima entre los años 1989 y 1993. Participó en dos Juegos Olímpicos de Verano, ocupando el cuarto lugar en Seúl 1988 y el quinto en Barcelona 1992, en la prueba por equipos.

## Palmarés internacional
| Campeonato Mundial | Campeonato Mundial      | Campeonato Mundial | Campeonato Mundial |
| Año                | Lugar                   | Medalla            | Prueba             |
| ------------------ | ----------------------- | ------------------ | ------------------ |
| 1989               | Denver (Estados Unidos) | Medalla de oro     | Espada por equipos |
| 1990               | Lyon (Francia)          | Medalla de oro     | Espada por equipos |
| 1993               | Essen (Alemania)        | Medalla de oro     | Espada por equipos |